# Bulbophyllum sutepense
Bulbophyllum sutepense là một loài phong lan thuộc chi Bulbophyllum.